# لنز مینولتا ای‌اف دی‌تی ۱۸–۲۰۰میلی‌متر اف/۳٫۵–۶٫۳
لنز مینولتا ای‌اف دی‌تی ۱۸-۲۰۰میلی‌متر اف/۳٫۵-۶٫۳ (به انگلیسی: Minolta AF DT 18-200mm f/3.5-6.3 lens) نام لنز دوربین عکاسی از نوع زوم است که توسط شرکت مینولتا، سونی تولید می‌شود. فاصلهٔ کانونی این لنز ۱۸ تا ۲۰۰ میلی‌متر، دیافراگم آن دارای ۷ تیغه و ضریب اف آن اف ۳٫۵ تا ۶٫۳ است. 